# Toxorhina (Ceratocheilus) revulsa macrorhyncha
Toxorhina (Ceratocheilus) revulsa macrorhyncha is een ondersoort van de tweevleugelige Toxorhina (Ceratocheilus) revulsa uit de familie steltmuggen (Limoniidae). De ondersoort komt voor in het Neotropisch gebied.